# Morti nel 974
| Questa pagina contiene informazioni ricavate automaticamente dalle voci biografiche con l'ausilio del template Bio e di un bot. L'aggiornamento è periodico e automatico e ricostruisce completamente la pagina. Se manca una persona in questa lista, sei pregato di non aggiungerla, ma accertati piuttosto che la sua voce biografica contenga il template Bio e che i dati anagrafici siano correttamente compilati. Se il template Bio manca, inseriscilo tu stesso o, in alternativa, metti l'avviso {{tmp\|Bio}} che ne segnala la mancanza. Se i dati riportati sono sbagliati, correggi direttamente la voce biografica; le modifiche saranno visibili in questa lista entro pochi giorni. Per chiarimenti vedi il progetto biografie. La lista contiene solo le 9 persone che sono citate nell'enciclopedia e per le quali è stato implementato correttamente il template Bio. Pagina aggiornata al 2 mag 2025. |

- 16 aprile - Arnolfo I di Milano, arcivescovo italiano
- 25 aprile - Raterio di Verona, vescovo, predicatore e scrittore belga
- 12 ottobre - Al-Muti, califfo
- 8 novembre - Fujiwara no Yoshitaka, poeta giapponese (n. 954)
- Qadi al-Nu'man, giurista
- Bal'ami, storico persiano
- Basilio I Scamandreno, vescovo bizantino
- Papa Benedetto VI, papa e cardinale italiano
- Dono II